# Duguetia amplexifolia
Duguetia amplexifolia este o specie de plante angiosperme din genul Duguetia, familia Annonaceae, descrisă de Robert Elias Fries. Conform Catalogue of Life specia Duguetia amplexifolia nu are subspecii cunoscute.